# SEVENTH HEAVEN (Rejet)
『SEVENTH HEAVEN』（せぶんす へぶん）はRejetが手掛けるオリジナルドラマCD作品。2013年4月から7か月連続でリリースされた。また、2015年10月より「プレミアム1000 」シリーズとして廉価盤が発売された。

## 概要
心の底から死にたいと思っている女性にしか見えない死神「SEVENTH HEAVEN」と呼ばれる彼らと主人公の交流や愛を描いた物語。主人公は主が不在の「柊館」と呼ばれる屋敷でとある方法で自殺をしようとすると、死神を名乗る彼らに出会うところから物語が展開されていく。
毎回キャラクターは異なり、1枚のCDには「シチュエーションドラマ」とダミーヘッドマイクで収録された「ダミーヘッド官能ソング」の2つが収録されている。
ディレクターは野沢絵里。イラストレーターは３５。楽曲に関しては作詞を岩崎大介が、楽曲制作をプロキオン・スタジオが行っている。

## 登場人物
アキラ
声 - 野島健児
- 996歳。178cm。60kg。A型。
- 好きな食べ物：ビーフジャーキー

ヒナタ
声 - 高橋広樹
- 919歳。180cm。63kg。O型。
- 好きな食べ物：キーマカレー

イツキ
声 - 高橋直純
- 919歳。183cm。61kg。B型。
- 好きな食べ物：プレーンオムレツ

ユーリ
声 - 近藤隆
- 1535歳。181cm。57kg。AB型。
- 好きな食べ物：マカロン

シオン
声 - 鈴木達央
- 1304歳。177cm。55kg。O型。
- 好きな食べ物：生レバー

ミント
声 - 鳥海浩輔
- 1458歳。180cm。62kg。A型。
- 好きな食べ物：ポトフ

カナデ
声 - 森久保祥太郎
- 1612歳。182cm。65kg。B型。
- 好きな食べ物：熟れたキャビア

## 作品一覧
| タイトル名                                  | 発売日         | 廉価盤発売日   |
| ------------------------------------------- | -------------- | -------------- |
| SEVENTH HEAVEN vol.1 アキラ cv.野島健児     | 2013年4月24日  | 2015年10月28日 |
| SEVENTH HEAVEN vol.2 ヒナタ cv.高橋広樹     | 2013年5月29日  | 2015年10月28日 |
| SEVENTH HEAVEN vol.3 イツキ cv.高橋直純     | 2013年6月26日  | 2015年10月28日 |
| SEVENTH HEAVEN vol.4 ユーリ cv.近藤隆       | 2013年7月24日  | 2015年10月28日 |
| SEVENTH HEAVEN vol.5 シオン cv.鈴木達央     | 2013年8月28日  | 2015年10月28日 |
| SEVENTH HEAVEN vol.6 ミント cv.鳥海浩輔     | 2013年9月25日  | 2015年10月28日 |
| SEVENTH HEAVEN vol.7 カナデ cv.森久保祥太郎 | 2013年10月30日 | 2015年10月28日 |